# Xangri-lá
Xangri-lá är en kommun i Brasilien.   Den ligger i delstaten Rio Grande do Sul, i den södra delen av landet, 1 600 km söder om huvudstaden Brasília. Antalet invånare är 12 405. Arean är 61 kvadratkilometer.
Terrängen i Xangri-lá är mycket platt.
Runt Xangri-lá är det i huvudsak tätbebyggt.